# Ragung
Ragung is een bestuurslaag in het regentschap Sampang van de provincie Oost-Java, Indonesië. Ragung telt 4491 inwoners (volkstelling 2010).